# Campeonato Mundial de Esgrima de 2012
O Campeonato Mundial de Esgrima de 2012 foi a 74ª edição do torneio organizado pela Federação Internacional de Esgrima (FIE). Foi realizado em Kiev, na Ucrânia nos dias 13-14 abril. Os únicos eventos foram sabre por equipe feminina e espada por equipe dos homens, já que estes eventos não foram incluídos no programa dos Jogos Olímpicos de Verão de 2012.

## Resultado

### Masculino
| Event                                     | Ouro                                                                              | Prata                                                                            | Bronze                                                           |
| Espada                                    |                                                                                   |                                                                                  |                                                                  |
| Espada por equipes (14 de abril) detalhes | Estados Unidos · Soren Thompson · Weston Kelsey · Cody Mattern · Benjamin Bratton | França · Gauthier Grumier · Yannick Borel · Jean-Michel Lucenay · Ulrich Robeiri | Hungria · Géza Imre · Gábor Boczkó · Péter Somfai · András Rédli |

### Feminino
| Event                                    | Ouro                                                                                  | Prata                                                                  | Bronze                                                                                 |
| Sabre                                    |                                                                                       |                                                                        |                                                                                        |
| Sabre por equipes (13 de abril) detalhes | Rússia · Sofiya Velikaya · Yuliya Gavrilova · Ekaterina Dyachenko · Dina Galiakbarova | Ucrânia · Olha Kharlan · Olha Zhovnir · Olena Khomrova · Halyna Pundyk | Estados Unidos · Mariel Zagunis · Dagmara Wozniak · Daria Schneider · Ibtihaj Muhammad |

## Quadro de Medalhas
| #     | Nation         |   |   |   | Total |
| ----- | -------------- | - | - | - | ----- |
| 1     | Estados Unidos | 1 | 0 | 1 | 2     |
| 2     | Rússia         | 1 | 0 | 0 | 1     |
| 3     | França         | 0 | 1 | 0 | 1     |
| 3     | Ucrânia        | 0 | 1 | 0 | 1     |
| 5     | Hungria        | 0 | 0 | 1 | 1     |
| Total | Total          | 2 | 2 | 2 | 6     |